# Устинова, Кристина Владимировна
Кристина Владимировна Устинова (в девичестве — Тимофеева; род. 28 августа 1993 года, Бердигестях, Горный улус, Якутия, Россия) — российская спортсменка, стрелок из лука. Участница XXX летних Олимпийских игр (2012). Двукратный победитель этапов кубка мира в личных и командных соревнованиях (2012). Серебряный и бронзовый призер первенства мира в командных соревнованиях и смешанных командах (микст) (2009, 2013). Победитель и серебряный призер первенства мира в помещении в личных и командных соревнованиях (2012).  
Чемпионка России (2013) и серебряный призер чемпионата России (2013) в личных соревнованиях. Чемпионка России (2021), двукратный серебряный (2015, 2016) и бронзовый (2014) призер чемпионата России в командных соревнованиях. Чемпионка России в смешанных командах (микст) (2013). Бронзовый призер чемпионата России в помещении в личных соревнованиях (2017). Трехкратный бронзовый призер чемпионата России в помещении в командных соревнованиях (2015, 2016) (по данным от 2008 года). Серебряный призер I Всероссийской спартакиады по летним видам спорта среди сильнейших спортсменов 2022 года в командных соревнованиях. 
Мастер спорта России (2005), Мастер спорта России международного класса (2007).

## Образование
Учится на II курсе «РСС Училища Олимпийского резерва им. Р. М. Дмитриева» на отделении стрельбы из лука.

## Спортивная карьера
В 2009 году в Огдене стала серебряной призёркой в командных соревнованиях в категории «Кадеты» на Чемпионате мира среди юниоров и кадетов.
В 2012 году в Лас-Вегасе прошёл чемпионат мира и юниорское первенство по стрельбе из лука в помещении. В юниорском первенстве Тимофеева победила в личном первенстве и заняла 2-е место в команде. В этом же году на этапе Кубка мира в Огдене победила в личном и командном первенстве. На Гран-при Европы в Софии победила в составе команды.

### Олимпийские игры 2012 года
В личном первенстве в квалификационном раунде набрала 650 очков и заняла 23 место. На первом этапе финального раунда встречалась с Наоми Фолкард из сборной Великобритании и уступила ей со счётом 4:6. По результатам соревнований в личном первенстве Кристина Тимофеева заняла 33-е место.

В командном первенстве в составе команды вместе с Ксенией Перовой и Инной Степановой в 1/8 финала победила со счётом 215:208 сборную Великобритании. В четвертьфинале встречалались со сборной Тайваня и победили в дополнительной перестрелке 216(28):216(26). В полуфинальной встрече уступили сборной КНР (207:208). В матче за третье место с разницей в 2 очка уступили сборной Японии (207:209).
Раз вышел такой результат, значит, где-то мы недоработали. Но у нас будут следующие Олимпиады, я думаю, мы туда попадём и обязательно докажем то, что мы лучшие. Я даже не знаю, почему так всё сложилось. Сейчас уже не вспомнить всё то, что творилось в голове. Наверное, как и все спортсмены, мы просто волновались, ведь борьба была за олимпийскую медаль. Из-за этого чуть-чуть не получилось, а что именно пошло не так – дело тренеров. Главное – у нас есть будущее и есть к чему стремиться. Вообще мы планировали добраться до финала. Но для выхода туда не хватило очка, для того, чтобы завоевать бронзу, – двух. Это обидно, очень обидно. Мы могли, могли выступить лучше.Кристина Тимофеева

## Награды и звания
- Знак «За вклад в развитие физической культуры и спорта Республика Саха (Якутия)»[8]
- Почётный гражданин Горного улуса (2012)[9]